# Der Himmel kennt keine Günstlinge
Der Himmel kennt keine Günstlinge ist ein Roman von Erich Maria Remarque. Die Geschichte handelt von Liebe, Leidenschaft und Todesangst. Sie erschien erstmals 1959 als Romanserie in der Hamburger Illustrierten Kristall unter dem Titel „Geborgtes Leben“. 1961 erschien die Geschichte in Buchform.

## Handlung
Die Hauptfigur, Clerfayt, ist ein Auto-Rennfahrer, der in einem schweizerischen Krankenhaus einen verletzten Berufskollegen besucht. Dort trifft er Lillian, eine junge belgische Frau, die an Tuberkulose leidet.
Sie befindet sich im Endstadium der Krankheit ohne Aussicht auf Heilung und will die letzten Monate ihres Lebens genießen und nicht im Krankenbett verbringen. Sie verlässt ihren Freund Boris und geht mit Clerfayt nach Paris. Zusammen mit Clerfayt reist sie durch Europa und macht neue Erfahrungen.
Clerfayt verliebt sich in sie und fährt weiter Autorennen. Clerfayt bringt zum Ausdruck, dass er sich mit Lillian zusammen häuslich niederlassen will, aber sie lehnt das ab. In einem Rennen wird Clerfayt schwer verletzt und stirbt im Krankenhaus. Lillian kehrt in die Schweiz ins Sanatorium zurück und verbringt die restliche Zeit mit Boris. Sie stirbt sechs Wochen später.

## Verfilmung
Sydney Pollack verfilmte die Geschichte 1977 sehr frei unter dem Titel „Bobby Deerfield“ mit Al Pacino als Autorennfahrer Bobby Deerfield und Marthe Keller als Lillian Morelli.